# Vew
Cette page contient des caractères spéciaux ou non latins. S’ils s’affichent mal (▯, ?, etc.), consultez la page d’aide Unicode.
Vew, վեւ ou վեվ en arménien ([vɛv]), est la 30e lettre de l'alphabet arménien.

## Linguistique
Vew est utilisé pour représenter le son [v].
Dans la norme ISO 9985, la lettre est translittérée par « v ».

## Représentation informatique
- Unicode[1] :
  - Capitale Վ : U+054E
  - Minuscule վ : U+057E